# 五十嵐博文
五十嵐 博文（いがらし ひろふみ、1960年（昭和35年）4月28日 - ）は、日本の政治家。千葉県富里市長（2期）。元千葉県議会議員（1期）、元富里市議会議員（1期）。

## 来歴
1979年（昭和54年）3月、横芝敬愛高等学校卒業。同年4月、富里村役場に奉職。富里村は1985年（昭和60年）に町制をしき、2002年（平成14年）4月1日に富里市となる。富里市役所勤務。
2011年（平成23年）、富里市役所を退職し、富里市議会議員選挙に立候補し初当選。2015年（平成27年）4月の千葉県議会議員選挙に富里市選挙区（定数1）から自由民主党公認で立候補し、無投票で初当選。
2019年（令和元年）6月26日、任期満了に伴う富里市長選挙に、自民党・公明党の推薦を受けて立候補する意向を表明。同年7月28日告示、8月4日投開票の市長選に無投票で初当選した。8月25日、市長就任。
2023年（令和5年）8月6日投開票の富里市長選挙で元県職員の新人候補を破り、再選を果たした。